# Ogonki (województwo warmińsko-mazurskie)
Ogonki (niem. Ogonken, 1938–1945 Schwenten) – wieś w Polsce położona w województwie warmińsko-mazurskim, w powiecie węgorzewskim, w gminie Węgorzewo na przesmyku między jeziorami Święcajty i Stręgiel. Przez miejscowość przepływa rzeka Sapina łącząca wymienione jeziora. Wieś leży przy drodze krajowej nr 63 z Giżycka do Węgorzewa.
Częścią wsi Ogonki jest Zielona Góra.
W latach 1975–1998 miejscowość administracyjnie należała do województwa suwalskiego.

## Historia
Wieś założona w 1529, w 1710 zmarło z powodu epidemii dżumy 106 osób, co stanowiło połowę ludności.

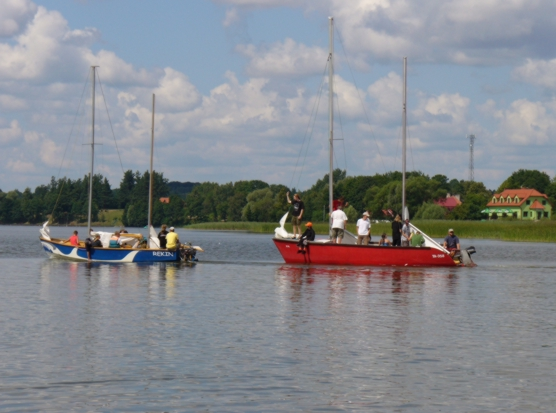
Jezioro Święcajty